# Pseudoklementyny
Pseudoklementyny – grecki apokryf Nowego Testamentu z elementami romansu, którego rzekomym autorem miał być Klemens Rzymski.

## Charakterystyka
Dzieło, powstałe w języku greckim, składa się z 20 Homilii oraz 10 Rozpoznań (Recognitiones).  Homilie są poprzedzone korespondencją Piotra z Jakubem i Listem Klemensa do Jakuba i zachowały się po grecku. Rozpoznania nie zachowały się w oryginale, a łacińskiego przekładu dokonał Rufin z Akwilei. Przekład ten jest poprzedzony listem Rufina do biskupa Gaudentego. Zachował się również przekład Rozpoznań na język syryjski.
Pseudoklementyny powstały prawdopodobnie w III wieku; cytował je Euzebiusz z Cezarei w Historii kościelnej. Możliwym miejscem powstania jest Celesyria. Apokryf powstał w kręgu judeochrześcijańskim, być może ebionickim.

## TreśćRozpoznań
Rozpoznania koncentrują się zasadniczo na postaciach Klemensa i Piotra. Klemens, zastanawiający się nad sensem życia zamożny i samotny młodzieniec, spotkał w Rzymie Barnabę, który zachęcił go do poznania Piotra w Palestynie. W Cezarei Palestyńskiej otrzymał nauki od Piotra i dołączył do niego jako jeden z najbliższych uczniów. W międzyczasie Piotr przygotowywał się do polemiki z Szymonem Magiem. Polemika trwała trzy dni i skończyła się wypędzeniem Szymona. W Cezarei Piotr zorganizował wspólnotę (m.in. wyświęcił Zacheusza na biskupa), a Klemens spisał jego nauki i wysłał je do Jakuba, przebywającego w Jerozolimie. Piotr, poinformowany o możliwości pobytu Szymona Maga w Trypolisie, udał się do tego miasta, gdzie nauczał, założył kolejną wspólnotę chrześcijańską oraz ochrzcił Klemensa. Następnie Klemens i Piotr wyruszyli do Antiochii. W drodze Klemens opowiedział apostołowi o swojej rodzinie: ojcu Fortunacjanie, matce Mattidii i braciach bliźniakach. Matka z bliźniakami nagle opuściła Rzym i wyjechała do Aten, gdzie ich ślad zniknął, podobnie jak ojca, który udał się na ich poszukiwanie. Na wyspie Arada Klemens odnalazł żebraczkę, która okazała się być jego matką, a w Antiochii – swoich braci, jak również ojca, który zajmował się filozofią i astrologią. Rozpoznania kończą się opisem sztuczek Szymona Maga, który został zdemaskowany.